# 台灣星衫魚
台灣星衫魚（学名：Astronesthes formosana）为輻鰭魚綱巨口鱼目巨口鱼科的其中一種。分布于西北太平洋區的臺灣海域，為深海魚類，棲息深度318-1129公尺，體長可達9.5公分。
其种加词“formosana”意为“台湾的”。